# Psílio

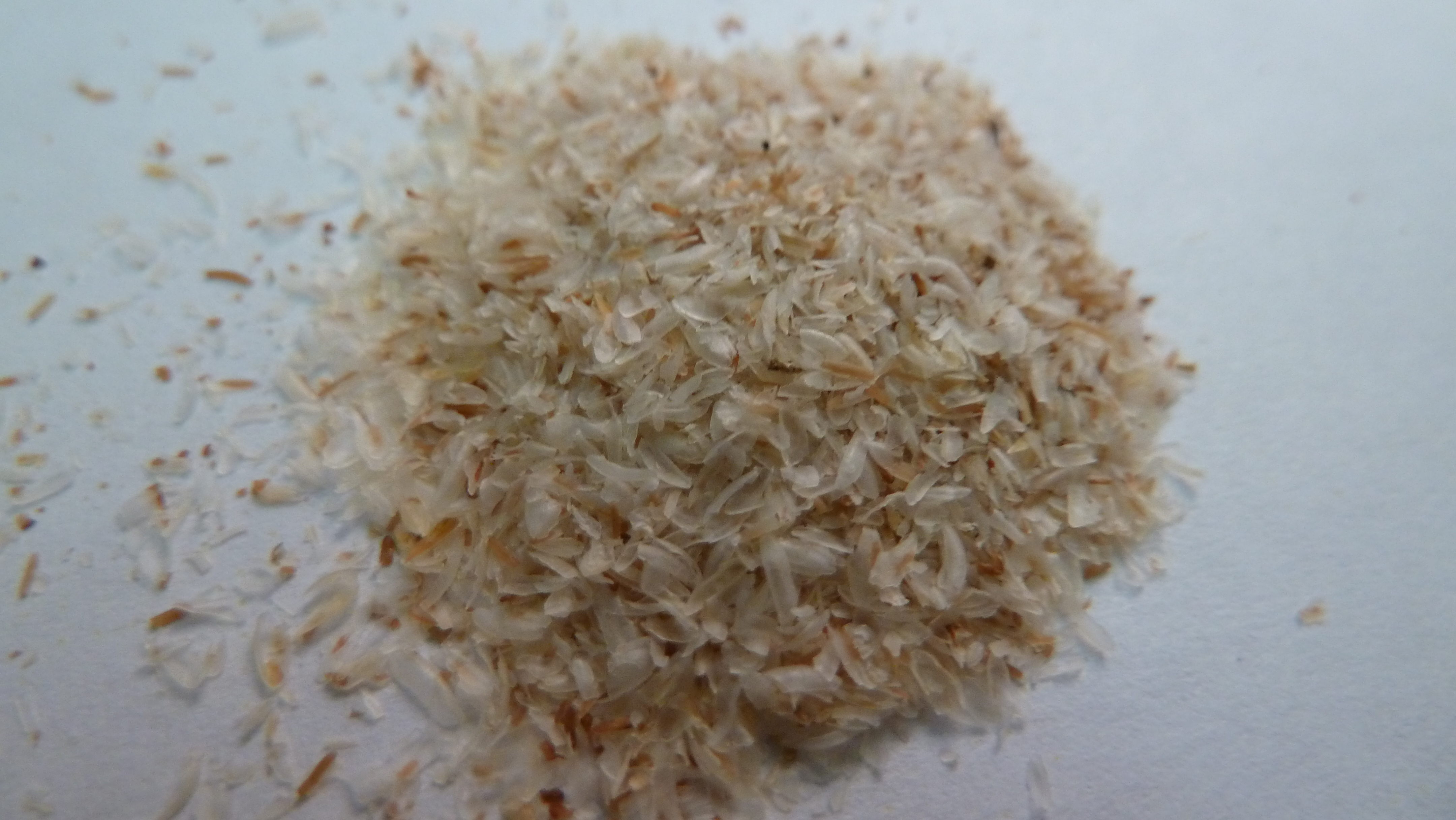
Farelo do psílio

O psílio (Plantago psyllium l.) é uma planta do gênero Plantago cujas sementes são utilizadas comercialmente para a produção de mucilagem. É sobretudo utilizado como fibra dietética para aliviar sintomas de constipação e diarreia suave, assim como pode ter uso como espessante alimentar ocasional.
O uso de psílio na dieta por três semanas ou mais pode diminuir os níveis de colesterol do sangue em pessoas com colesterol elevado, bem como pode reduzir o nível de glicose no sangue em pessoas com diabetes do tipo 2.
A planta da qual se extraem as sementes tolera climas secos e frios e são principalmente cultivadas no norte da Índia.